# Khu bảo tồn thiên nhiên Quần đảo Palm
Khu bảo tồn thiên nhiên Quần đảo Palm bao gồm ba hòn đảo đá vôi, phẳng và bị xói mòn cùng với vùng biển xung quanh, nằm ngoài khơi về hướng tây bắc của thành phố Mina El Mina, Liban, về phía tây của Tripoli, Liban khoảng 5,5 kilômét (3,4 mi).
Tổng diện tích của khu bảo tồn là 4,2 kilômét vuông (1,6 dặm vuông Anh), nó đã được chỉ định là Khu vực được bảo vệ đặc biệt Địa Trung Hải theo Công ước Barcelona năm 1995. Những hòn đảo cũng được xác định là một vùng đất ngập nước có tầm đặc biệt quan trọng theo Công ước Ramsar năm 1980, và đã được xác định là một vùng chim quan trọng bởi BirdLife International. Quần đảo là nơi trú ẩn của rùa xanh đang bị đe dọa (Chelona mydas), hải cẩu thầy tu quý hiếm, là nơi nghỉ ngơi và làm tổ cho các loài chim di cư.

## Quần đảo

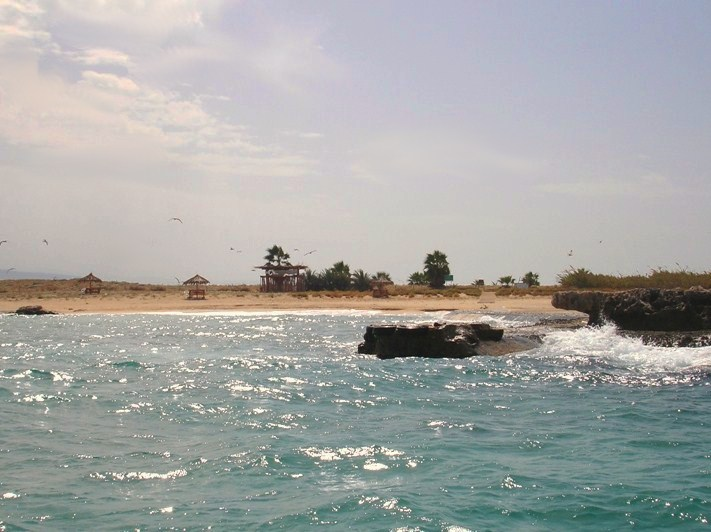
Bờ cát của đảo Palm

Đảo lớn nhất trong số ba hòn đảo là đảo Palm (tiếng Ả Rập: جزيرة النخيل Jazeerat an-Nakheel) còn được gọi là đảo Rabbits (tiếng Ả Rập: جزيرة الأرانب Jazeerat al-Araneb). Cái tên 'Araneb' (thỏ) xuất phát từ số lượng lớn thỏ được nuôi trên đảo trong thời gian Pháp ủy trị vào đầu thế kỷ 20. Đảo Palm được đặc trưng bởi địa hình bằng phẳng và không có địa hình rõ ràng, nó có diện tích 180.796 mét vuông (1.946.070 foot vuông). Điểm cao nhất của hòn đảo là ở độ cao 6 mét (20 ft) so với mực nước biển. Bờ biển toàn là đá của nó kéo dài từ tây bắc xuống phía nam trong khi các bãi cát của nó nằm ở mặt phía bắc và phía đông. Giữa hòn đảo là đất nung, nó chứa đựng bằng chứng về thời kỳ chiếm đóng của con người như giếng nước ngọt, ruộng muối cũ và di tích của một nhà thờ Thập tự chinh. Hòn đảo đã trải qua các công trình phục hồi bao gồm phục hồi giếng, nước của nó được sử dụng để tưới cho 570 cây cọ của hòn đảo. Chính quyền cũng xây dựng một bến thuyền và những con đường mòn đi bộ, và phân định các khu vực giải trí và nghiên cứu của hòn đảo.
Đảo Sanani (tiếng Ả Rập: جزيرة السناني Jazeerat as-Sanani) có diện tích 45.503 mét vuông (489.790 foot vuông) về phía đông nam đảo Palm. Nó chủ yếu là đá với một phần bờ cát.
Đảo Ramkine (tiếng Ả Rập: جزيرة رمكين Jazeerat Ramkine) còn được gọi là đảo Fanar (tiếng Ả Rập: جزيرة الفنار Jazeerat al-Fanar) là hòn đảo nhỏ nhất với diện tích 34.903 mét vuông (375.690 foot vuông). Nó nằm ở phía tây bắc của đảo Palm. Đảo Ramkine chủ yếu là đá và nền cao lên tới khoảng 12 mét so với mực nước biển. Hòn đảo chứa phần còn lại của một ngọn hải đăng bên cạnh các ụ pháo và phòng trưng bày dưới lòng đất được xây dựng vào đầu thế kỷ 20. Một đèn định vị chạy bằng năng lượng mặt trời hiện đã được lắp đặt trong tòa tháp của ngọn hải đăng cũ.
 Quần đảo là tài sản công cộng, chúng được pháp luật tuyên bố là khu vực được bảo vệ vào ngày 9 tháng 3 năm 1992.

## Lịch sử
Các hòn đảo đã tổ chức một khu định cư quan trọng đã được chứng thực bởi sự hiện diện của nhiều đồ gốm có niên đại từ cuối thời La Mã và thời trung cổ cũng như một số bể chứa đá cắt. Cuộc khai quật đầu tiên của đảo Palm được thực hiện vào tháng 10 năm 1973 và tiết lộ nền móng của một số tòa nhà có niên đại Thập tự chinh, trong đó các yếu tố kiến trúc trước đó, như trống cột và các mảnh của thủ đô đã được sử dụng lại.
Trong số các nguồn tin thời trung cổ có đề cập đến các hòn đảo ngoài khơi của Tripoli là nhà địa lý học người Ả Rập là Muhammad al-Idrisi đã đến thăm thành phố trong thế kỷ XII vào thời điểm nó được cai trị bởi Raymond III của Tripoli; Idrisi đã viết:

Đối diện thành phố Tripoli là bốn hòn đảo liên tiếp. Đầu tiên trong số đó và gần nhất với đất liền là Narcissus (an -Narjis); nó rất nhỏ và không có người ở. Sau đó đến đảo Column (al-tantid) rồi Monk's (ArRahib), và sau đó là đảo Ardhakun (hay Udhákun). 
Thập tự quân đã xây dựng một nhà thờ trên hòn đảo lớn nhất. Chính tại đó, Alice của Champagne, góa phụ của Hugh I của Síp đã đến vào năm 1224 để kết hôn với Bohemond V của Antioch. Đám cưới hoàng gia diễn ra trong nhà thờ này mà chúng ta được các nhà biên niên sử Ả Rập kể lại là dành riêng cho Tôma Tông đồ. Nhiều năm sau hòn đảo trở thành hiện trường vụ thảm sát đẫm máu, khi người Mamluk vào Tripoli năm 1289, những cư dân hoảng loạn chạy trốn đến cảng và băng qua đảo. Nhiều người đã lánh nạn trong nhà thờ nơi họ bị giết chết khi những người Mamluk bắt kịp họ. Hòn đảo sau đó đã bị bỏ hoang trong nhiều năm.
Hiện tại Quần đảo Palm được quản lý và giám sát hàng ngày bởi Ủy ban Bảo vệ Môi trường Thành phố Mina và các đảo của nó với hai kiểm lâm viên bảo vệ trước bất kỳ xâm nhập vào vịnh. Quần đảo lần đầu tiên mở cửa cho công chúng vào năm 1999. Quần đảo chỉ mở cửa cho công chúng từ tháng 7 đến tháng 9 mặc dù chúng có thể bị đóng cửa trong giai đoạn này nếu công việc hoặc nghiên cứu môi trường được thực hiện. Phà, được điều hành bởi ngư dân địa phương, đảm bảo việc vận chuyển du khách từ các cảng Mina đến quần đảo.

## Địa chất và thổ nhưỡng
Có hai giả thuyết liên quan đến nguồn gốc địa chất nền của đảo, tầng đá của các đảo chủ yếu là đá vôi biển nằm ngang, nó được hiểu là trầm tích Miocene. Tuy nhiên, do không có đặc điểm kiến tạo nào trong đá vôi để phân biệt với đá vôi Miocene của đất liền Liban, với việc không có bằng chứng hóa thạch, cùng với sự lắng đọng thường xuyên của nó, đá vôi này có khả năng có từ thời đại Đệ tứ. Về địa mạo, xói mòn trên bề mặt đáy đã cung cấp cho các đá vôi điển hình của nó dấu vết phong hóa đá vôi. Máng xối mở có thể được nhìn thấy, rộng và mở trong trường hợp xói mòn biển, hẹp hơn ở những nơi cao hơn do xói mòn trên không và trên biển. Xung quanh các hòn đảo đều có những tảng đá trơ trụi do hậu quả của sự xói mòn biển dưới hình thức hòa tan và tác động vật lý của sóng. Trong các vết nứt địa chất đông cứng và hồ trong cồn cát chứa đầy nước ngọt vẫn có sẵn ngay cả trong mùa hè. Các bờ cát và cồn cát của hai trong số ba hòn đảo là có nguồn gốc sinh học. Nó chủ yếu được cấu thành bởi các bộ xương của trùng lỗ biển, dẫn đến cát rất nhẹ trộn với các mảnh lớp chân bụng và các bộ phận của bộ xương và gai của động vật da gai. Các đụn cát tạo thành các phần cao hơn của đảo Palm là nơi chứng minh sự chiếm đóng của con người.
Đất xương, được tìm thấy trên các phần đá của các hòn đảo; vùng đất cực kỳ nông này có các cây phù du phát triển trong mùa mưa và khi nước ngọt tích tụ trong các khe đá. Các loại đất có nhiều phẫu diện đất phát triển hơn được tìm thấy ở phía tây của đảo Palm, nó chủ yếu được hình thành do tiến hóa đất bởi quá trình trầm tích gió và sự lắng đọng cát.

## Đe dọa
Cuộc chiến năm 2006 giữa Israel và Hezbollah, trong đó có một sự cố tràn dầu lớn do vụ đánh bom của Israel vào nhà máy điện Jiyyeh của Lebanon đã làm xáo trộn hệ sinh thái mỏng manh của khu bảo tồn. Dầu phủ lên các hòn đảo giết chết vi sinh vật và tảo là nguồn thức ăn quan trọng cho sinh vật biển và rùa biển. Dầu cũng lan rộng trên bề mặt nước, gây nguy hiểm cho cả rùa và chim di cư. Một lượng lớn dầu, chìm xuống đáy biển gây nguy hiểm cho đời sống thủy sinh. Một chương trình giám sát và làm sạch được thực hiện bởi Liên minh Bảo tồn Thiên nhiên Quốc tế đến Liban nhằm mục đích giảm thiểu thiệt hại cho các đảo Palm.